# Star Wars: X-Wing vs. TIE Fighter
 (juillet 2019).
Si vous disposez d'ouvrages ou d'articles de référence ou si vous connaissez des sites web de qualité traitant du thème abordé ici, merci de compléter l'article en donnant les références utiles à sa vérifiabilité et en les liant à la section « Notes et références ».
Star Wars: X-Wing vs. TIE Fighter est un jeu vidéo de combat spatial développé par Totally Games et édité par LucasArts en 1997 sous Windows. Il constitue le troisième volet de la série de jeux vidéo centrée sur les X-Wing. Le joueur y incarne au choix un pilote de la faction Rebelle ou Impériale et il doit effectuer un ensemble de missions très variées, de la campagne au tournoi, en passant par la bataille spatiale.
Techniquement plus évolué que les deux jeux précédents, XvT fonctionne sous Windows, requiert un joystick (alors qu'il était possible de jouer aux autres avec une souris), comporte un CD de la bande-son, une résolution graphique élevée ; XvT propose également un mode multijoueur et un comptage des points et récompenses du joueur, qui a également la possibilité de choisir, pour chaque mission, son escadron, son type de vaisseau, et ses armes.
Les réactions au sujet de ce jeu vidéo ont été mitigées. En effet, c'est le seul de la série des X-Wing conçu uniquement pour les modes multijoueur et/ou individuel seulement. Il se caractérise également par l'absence d'histoire et de scénarios cohérents.